# Lupinus amphibius
Lupinus amphibius là một loài thực vật có hoa trong họ Đậu. Loài này được Suksd. miêu tả khoa học đầu tiên.